# Wertpapierprospektgesetz
Das Wertpapierprospektgesetz (WpPG) vereinheitlicht entsprechend den europäischen Vorgaben das Regelwerk für Prospekte, die für das öffentliche Angebot von Wertpapieren veröffentlicht werden (früher Verkaufsprospekte) und Prospekte im Zusammenhang mit der Zulassung zum Regulierten Markt (so genannten organisierten Markt).
Es ist am 1. Juli 2005 in Kraft getreten und setzt die Prospektrichtlinie in Deutschland um. Nach § 21 WpPG ist die BaFin die zuständige Verwaltungsbehörde.
Das für Kreditinstitute bei der Ausgabe von Inhaberschuldverschreibungen nach damaligem Recht existierende Daueremittentenprivileg besteht in dieser Form nur noch bis Ende 2008 fort. Danach werden nur noch Emissionen von maximal 50 Millionen Euro pro Jahr in den Genuss der Prospektausnahme kommen.